# José López Enguídanos
José López Enguídanos (Valence, 1751 — Madrid, 1812) est un peintre, dessinateur et graveur espagnol.
Il est le frère des graveurs Vicente et Tomás López Enguídanos.

## Biographie
José López Enguídanos y Perlés naît à Valence le 21 novembre 1751. Il a deux frères, Vicente et Tomás, qui deviendront également graveurs.
Il étudie le dessin à l'Académie royale des beaux-arts de San Carlos de Valence puis à l'Académie royale des beaux-arts de San Fernando de Madrid, où il a notamment pour professeur Mariano Salvador Maella. Il y remporte plusieurs prix mensuels. Aux concours des concours généraux, il obtient en 1781 le premier prix de la deuxième classe et en 1784 le premier prix de la première classe. Par ailleurs, il collabore avec le secrétaire de l'Académie, Antonio Ponz, pour la composition de Viaje artístico de España (Voyage artistique en Espagne), ce qui l'amène à l'accompagner lors de ses voyages de par toute l'Espagne.
En 1795, il reçoit le titre d'Académicien émérite pour la peinture, pour la qualité des œuvres qu'il présente dans l'institution.
Il réalise au moyen de la gravure à l'eau-forte le recueil Colección de vaciados de estatuas antiguas que posee la Real Academia de las Tres Nobles Artes de Madrid (Collection de moulages de statues antiques détenus par l'Académie royale des trois arts nobles de Madrid), publié en 1794, et qui comporte 54 illustrations. Par la suite, il se consacre à la composition de Cartilla de principios del dibujo (Principes de base du dessin ; Madrid, Imprenta Real, 1797),. Il a aussi réalisé les gravures du Don Quichotte de 1797 et des Varones ilustres.
En 1806, il présente au roi trois tableaux : une Sainte Famille et deux natures mortes d'oiseaux et animaux de chasse, qui lui valent d'être fait peintre de la chambre du roi et reçoit en 1808 le salaire de 15 000 réaux.
José López Enguídanos meurt à Madrid le 7 août 1812.

## Œuvres notables
Œuvres mentionnées dans sa biographie par l'Académie royale d'histoire:

### Tableaux

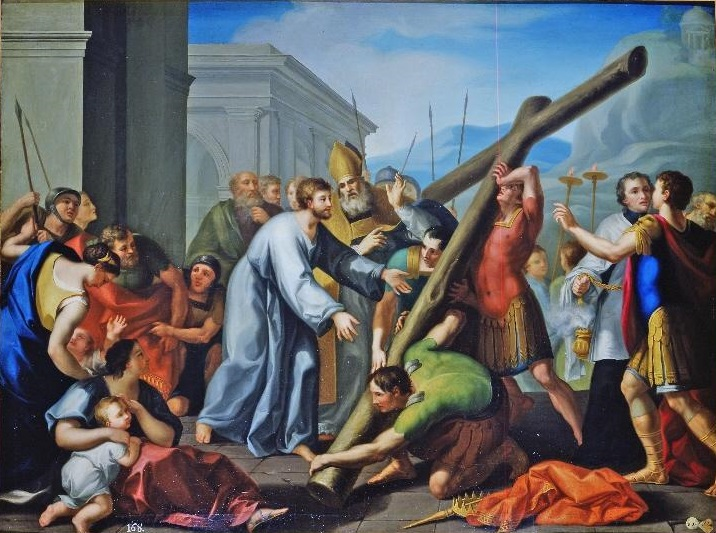
El Emperador Heraclio con la Cruz (1784, Académie royale des beaux-arts de San Fernando, Madrid).

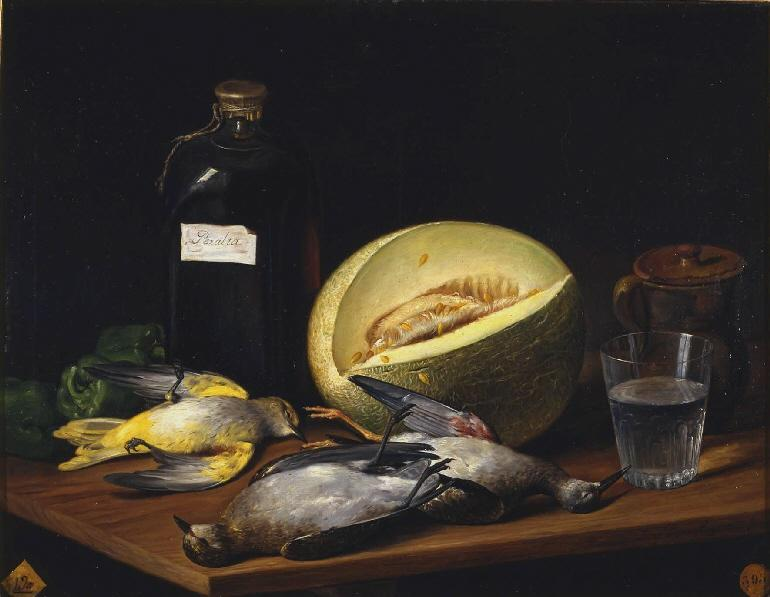
Melón con uvas y pájaros muertos ou Bodegón con un melón y tordos (1807, Académie royale des beaux-arts de San Fernando, Madrid).

- Académie royale des beaux-arts de San Fernando, Madrid :
  - El Emperador Heraclio con la Cruz (1784)[6]
  - Sagrada Familia ou Sagrada Familia con Santa Ana y San Juanito (1794)[7]
  - Varias aves, una cesta con calabacines y un jarro de cobre ou Bodegón de gallinas y cacharros (ca. 1800)[8]
  - Varias aves, una olla de cobre y naranjas ou Bodegón. Pato, Perdices, naranjas y cacharro de cobre (1807)[9]
  - Sandía y conejo ou Bodegón con sandía y conejo (1807)[10]
  - Melón con uvas y pájaros muertos ou Bodegón con un melón y tordos (1807)[11]

- Colegiata de León[Où ?]
  - Virgen de los Enebrales
  - Asunción de la Virgen
  - San Cayetano

- Chartreuse d'El Paular, Rascafría
  - Vingt-et-un portraits d'écrivains[3]

- Autres tableaux
  - Retrato ecuestre del conde duque de Olivares, copie d'après Diego Velázquez
  - Retrato del Príncipe Baltasar Carlos, copie d'après Diego Velázquez
  - Herodías, copie d'après Guido Reni
  - Santa Cecilia, copie d'après Le Dominiquin
  - Origen de la pintura, copie d'après Anton Raphael Mengs
  - San Ramón
  - Concepción, copie d'après Bartolomé Esteban Murillo
  - San Ildefonso, copie d'après Alonso Cano
  - Retrato de Carlos III
  - Retrato de Diego de Colmenares
  - Asunción de la Virgen
  - Retrato de Carlos IV
  - Retrato del P. Cabrera
  - Virgen del Pópulo
  - San José
  - San Miguel
  - Virgen de la Soledad
  - Retrato del Padre Salcedo
  - Santo Ángel de la guarda
  - San Miguel
  - Virgen del Rosario
  - Santo Domingo
  - Santa María Magdalena de París
  - Retrato de padre Méndez
  - Virgen del Mar
  - Asunción de la Virgen, San José
  - El Salvador del Mundo
  - Virgen de las Angustias de Granada

### Dessins
- Colegiata de San Antolín (es), Medina del Campo :

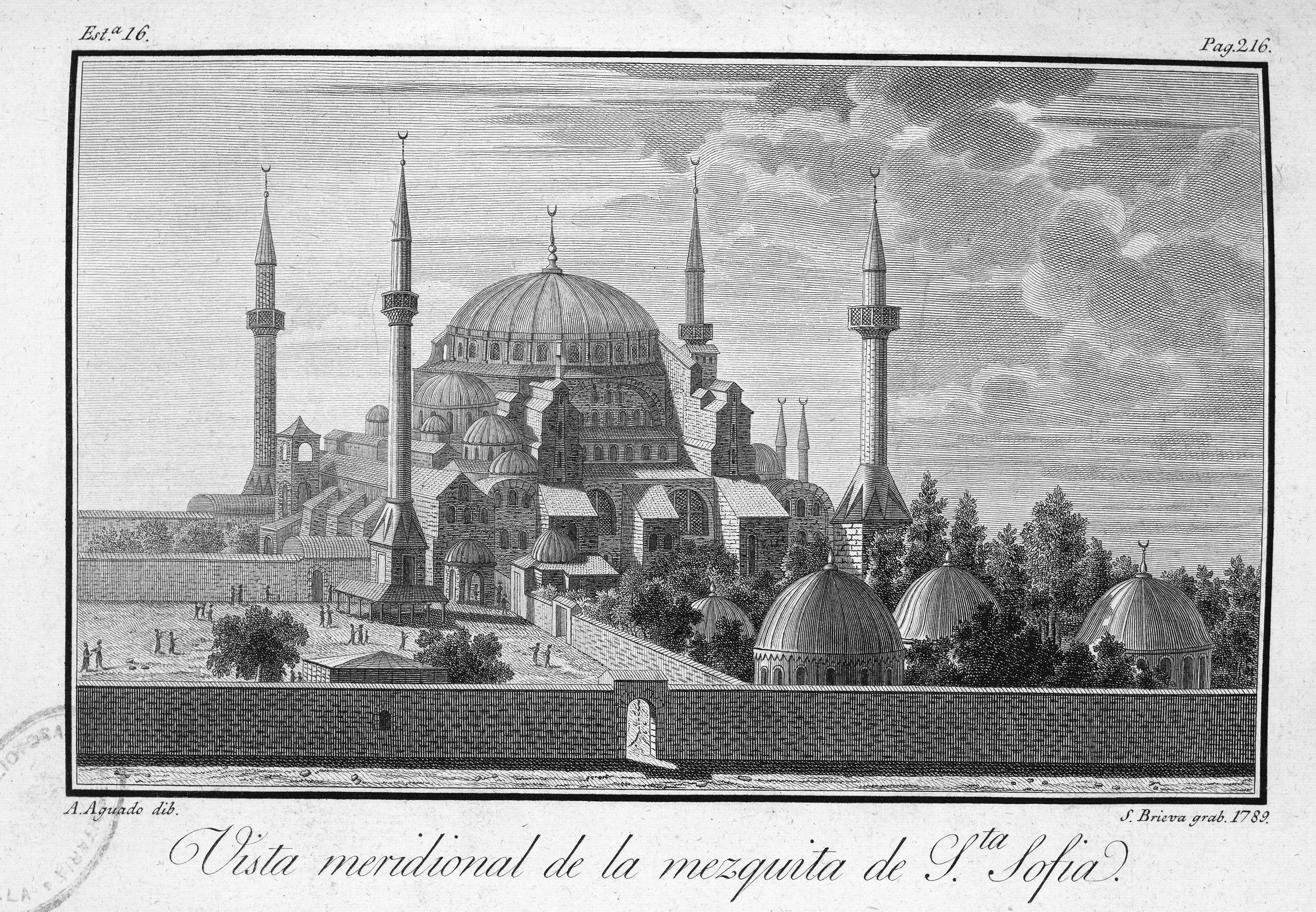
Vista meridional de la mezquita de Santa Sofía, gravure d'après un dessin de López Enguídanos dans l'ouvrage Viage a Constantinopla, en el año 1784 (Madrid : Imprenta Real, 1790).

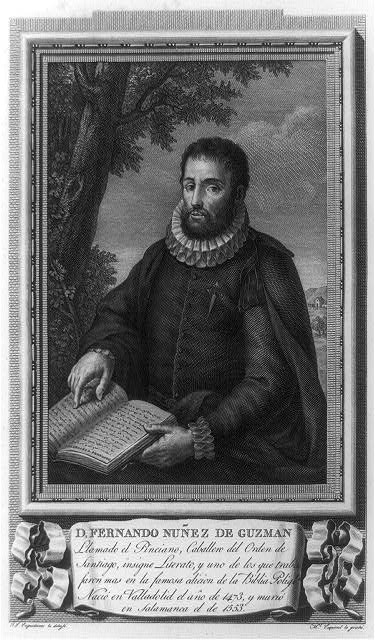
Retrato de Fernando Núñez de Guzmán, el Pinciano, gravé par Manuel Esquivel de Sotomayor d'après un dessin de López Enguídanos dans l'ouvrage Retratos de Españoles ilustres, con un epítome de sus vidas (Madrid : Calcografía Nacional, 1791).

  - Retrato de Julián de Ayllón, canónigo de Medina del Campo (1785)[3]
- Musée du Prado, Madrid :
  - Retrato de Francisco Antonio de Salcedo, corregidor de Madrid (1787), gravure de Simón Brieva d'après un dessin de José López Enguídanos[12]

- Dessins destinés à illustrer des ouvrages
  - José Moreno, Viage a Constantinopla, en el año 1784 (Madrid : Imprenta Real, 1790)[13],[14]
  - Retratos de Españoles ilustres, con un epítome de sus vidas (Madrid : Calcografía Nacional, 1791)[15]
    - Retrato de Diego Hurtado de Mendoza, gravé par José Gómez de Navia[16]
    - Retrato de Hernando de Alarcón, d'après Titien ; gravé par Bartolomé Vázquez[17]
    - Retrato de Juan Luis Vives, gravé par Francisco Muntaner[18]
    - Retrato de Rodrigo Díaz de Vivar, gravé par Vicente López Enguídanos[19],[20]
    - Retrato de Álvaro de Luna, gravé par Luis Fernández Noseret[21],[22]
    - Retrato de Bartolomé de las Casas, gravé par Vicente López Enguídanos[23],[24]
    - Retrato de Fernando Núñez de Guzmán, el Pinciano, gravé par Manuel Esquivel de Sotomayor (es)[25],[26]
    - Retrato de Francisco Sánchez, el Brocense, gravé par Rafael Esteve[27]
    - Retrato de Juan Sebastián Elcano, gravé par Luis Fernández Noseret[28]

  - Parafrasis arabe de la Tabla de Cebes (Madrid : en la Imprenta Real, siendo su regente D. Lazaro Gayguer, 1793) : couverture de l'ouvrage représentant le temple de Saturne[29]
  - Colección de cabezas de asuntos devotos sacadas de quadros de pintores célebres, grabadas al estilo del lápiz por Don José Gómez de Navia (Madrid, 1795) ; gravures de José Gómez de Navia
    - Niño Jesús, Pastor, d'après Bartolomé Esteban Murillo[30]
    - Santo Domingo de Guzmán, d'après José Claudio Antolinez[31]
    - San Juan de Dios, d'après Alonso Cano[32]
    - Anunciación, d'après Anton Raphael Mengs[33]
    - Arcángel San Gabriel, d'après Anton Raphael Mengs[34]
    - Santa Teresa de Jesús, d'après Sebastián Muñoz[35]
    - San Jerónimo, Doctor, d'après Antonio de Pereda[36]
    - San Francisco de Paula, d'après Diego Velázquez[37]
    - San Francisco de Asís, d'après Francisco de Zurbarán[38]

  - Joseph Ortiz y Sanz (es), Los quatro libros de arquitectura (Madrid : Imprenta Real, 1797 ; traduction espagnole de : Andrea Palladio, Les Quatre Livres de l'architecture) : dessins, dont un portrait de Godoy[39],[3],[40]